# Seble Desta
La princesa Seble Desta, nacida como Sabla-Wangel (Adís Abeba, Imperio etíope, 29 de agosto de 1932-Virginia, Estados Unidos, 3 de enero de 2023) fue una princesa etíope. Hija de Tenagnework de Etiopía y Desta Damtew. A su vez, nieta de los emperadores Haile Selassie y Menen Asfaw. 

## Biografía
Perdió a su padre durante la Segunda guerra italo-etíope. Luego vivió en el exilio con el resto de su familia durante los años de la ocupación de Etiopía por Italia de 1936 a 1941 en Bath, Inglaterra. Una vez viuda, su madre se casó con el diplomático Andargachew Messai.
A su regreso a Etiopía, la Princesa Seble trabajó como secretaria personal del emperador Haile Selassie y lo acompañó en numerosas visitas de Estado por todo el mundo. Se desempeñó también como presidenta de la Asociación de Bienestar de Mujeres Etíopes
Seble Desta estuvo encarcelada en la prisión Alem Bekagn entre 1974 y 1988 por el Derg.
Durante la revolución de 1974, Seble perdió a su abuelo, el emperador Haile Selassié, a su hermano, el comodoro Eskinder Desta, y su esposo Dejazmatch Kassa Woldemariam. Todos fueron asesinados en 1975 por la junta militar que depuso a la dinastía. Después de su cautiverio, se reunió con sus hijos y familiares en los Estados Unidos en 1989, donde pasó las últimas décadas de su vida cuidando a su familia y enseñando inglés a los inmigrantes en la biblioteca local de su vecindario. 
Murió el 3 de enero de 2023. Fue enterrada en la cripta familiar de la Catedral de la Santísima Trinidad en Adís Abeba el jueves 12 de enero.
Seble es una variante del nombre Isabel.

## Matrimonio y descendencia
Contrajo matrimonio con Kassa Wolde Mariam, heredero del antiguo reino Welega de Leqa Qallam, el 31 de enero de 1959. Su boda fue doble, junto a su hermana la princesa Sophia.
Como fruto de la unión nacieron: 
- Jote Kassa (n. 14 de noviembre de 1960).
- Yeshimebet Kassa (n. 1962).
- Debritu Kassa (n. 1967).
- Kokeb Kassa (n. 1967).
- Amha Kassa (n. 14 de noviembre de 1972).

## Honores

### Honores nacionales
- Dama Gran Cordón de la Orden de la Reina de Saba.[4]
- Medalla de coronación imperial (1930).[4]
- Medalla del Jubileo (1955.)[4]
- Medalla del Jubileo (1966).[4]

### Honores extranjeros
- Dama Honoraria Comandante de la Real Orden Victoriana (Reino Unido, 1 de enero de 1965).[5]